# Босилеградский партизанский отряд имени Георгия Раковского
Босилеградский партизанский отряд имени Георгия Раковского (болг. Босилеградски партизански отряд „Георги Раковски“) — подразделение Народно-освободительной повстанческой армии Болгарии, находившееся в ведении 1-й Софийской повстанческой оперативной зоны. Действовал во время Второй мировой войны в районе Босилеграда.

## История
Отряд был образован в апреле 1944 года в районе села Дукат общины Босилеград (нынешняя Сербия). В него вошли местные болгары, являвшиеся членами БРП (к) и Рабочего молодёжного союза. Командиром отряда был Васил Апостолов, политический комиссар — Милан Гогов.
Отряд был подготовлен для действия в окрестностях Босилевграда и для поддерживания связи между болгарской НОПА и НОАЮ. Участвовал в боях с болгарской армией и полицией в Милевской-Планине. В дальнейшем расширялся и пополнялся добровольцами из Югославии и Болгарии. С середины августа 1944 года находился в оперативном подчинении НОАЮ.
9 сентября 1944 года отряд участвовал в установлении власти Отечественного фронта в таких сёлах, как Трекляно и Добри-Дол.